# ファニー・フルーリー
ファニー・フルーリー（Fanny Fleury、1846年8月11日 - 1923年2月4日）は、フランスの画家である。アカデミック美術の画家で、上流階級の女性の肖像画や風俗画を描いた。

## 略歴
パリで生まれた。結婚前の名前はファニー・ルイーズ・マリー・ローラン（Fanny Louise Marie Laurent）で若い時期に結婚し、夫の姓で画家として活動し、マダム・ファニーなどとも呼ばれた。当時、官立美術学校（パリ国立高等美術学校）に入学を許されていなかった女性のために「l'atelier des dames（女性工房）」を開き女性画家たちを教えた、ジャン＝ジャック・エンネルやカロリュス＝デュランから絵を学んだ。
1869年からパリのサロンに出展し、サロンが民営化された後はフランス芸術家協会の展覧会や国民美術協会の展覧会に出展した。1889年のパリ万国博覧会では選外佳作を受賞し、1893年のシカゴ万国博覧会にも出展した。
ファニー・フルーリーの絵画「The Pathway to the Village Church」は、1905年に出版さrf多「Women Painters of the World」は1905年にイギリスで出版されたウォルター・ショー・スパローの著書「women Painters of the World」に収録された。
1923年にパリで亡くなった。

## 作品

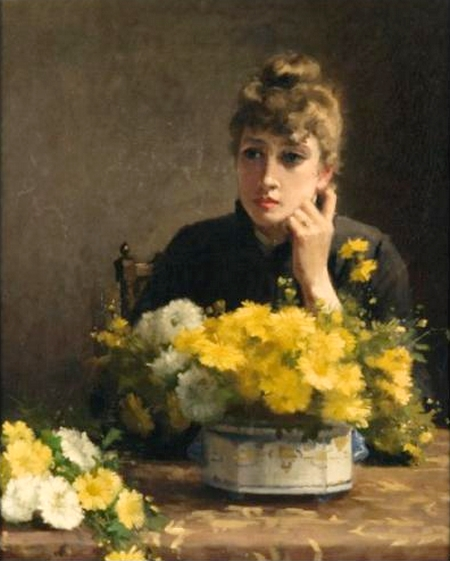
自画像
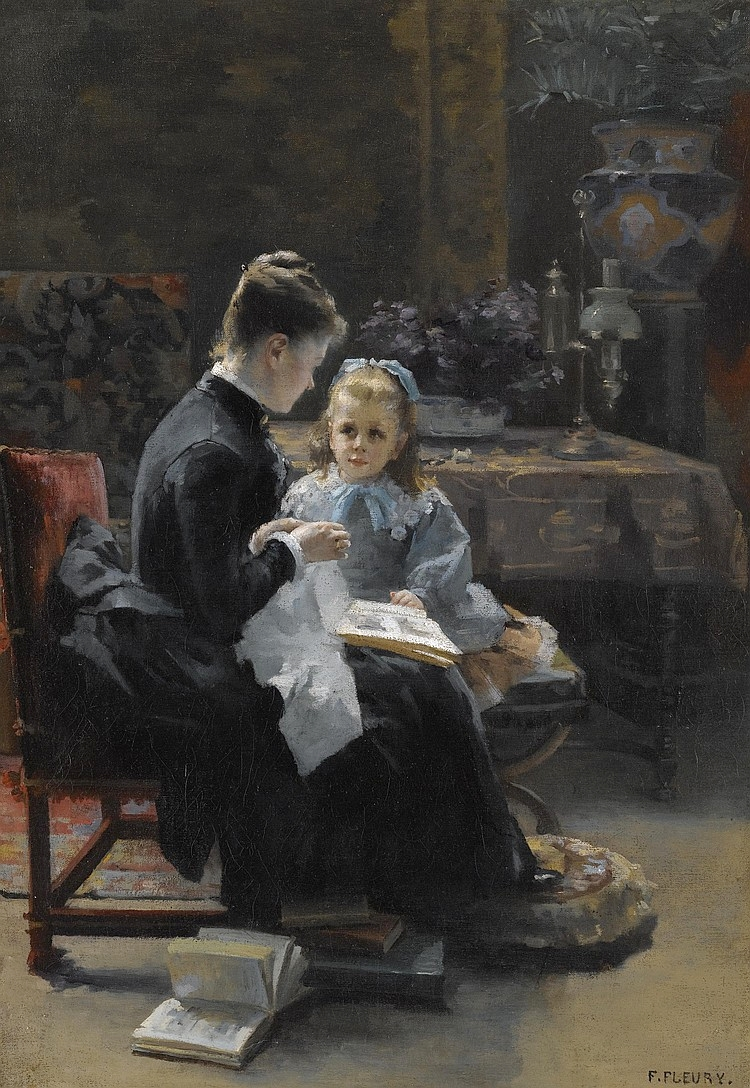
裁縫のレッスン (c.1880)
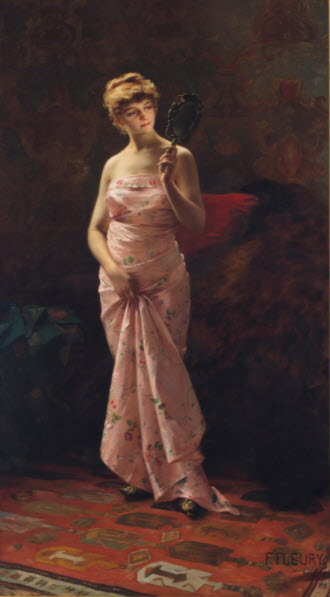
コケットリー (c.1900) 個人蔵
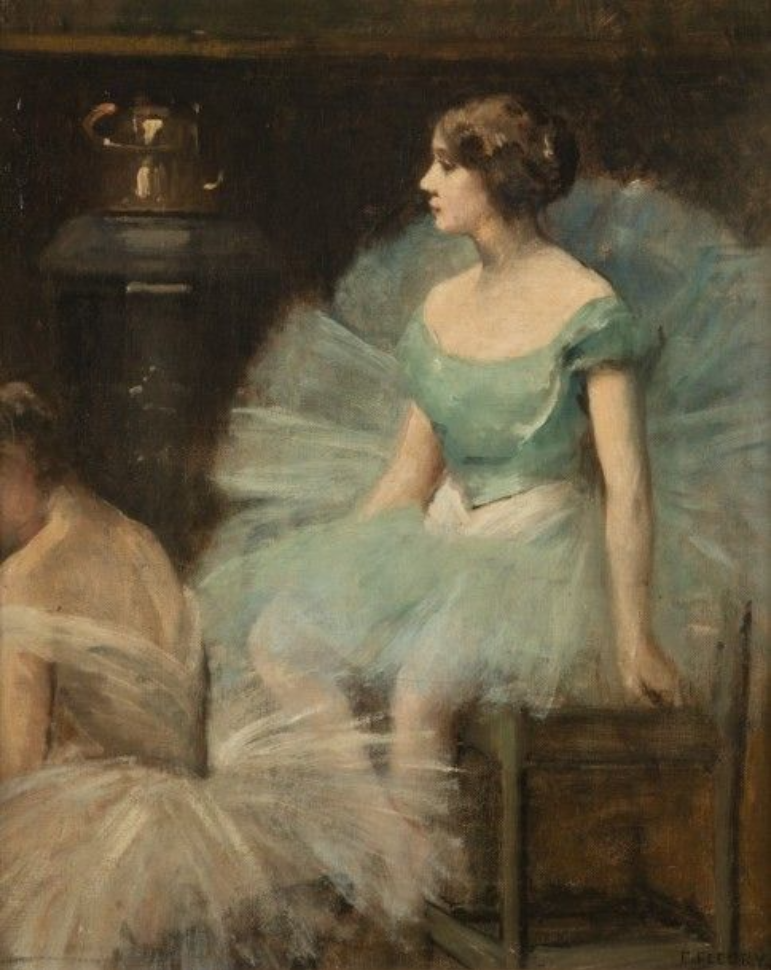
二人のダンサー